# بژژنگتسا (استان پودلاسکی)
بژژنگتسا (به لهستانی:  Brzeźnica) یک روستا در لهستان است که در گمینا برانگسک واقع شده‌است.